# 金子丈
金子 丈（かねこ たけし、1993年2月25日 - ）は、大阪府茨木市出身の元プロ野球選手（投手）、スコアラー。右投右打。

## 経歴

### プロ入り前
大阪商業大学では先発・中継ぎ共にこなせる投手として活躍。関西六大学リーグでは1年春の2011年、平古場（新人）賞。3年春の2013年、4試合連続完封を記録しベストナインを受賞。同13年秋、4年近藤大亮投手の活躍もあり秋季リーグ優勝。続いて第44回明治神宮大会に進出。同大会準決勝で明治大に敗れベスト4に留まる。リーグ通算65試合登板、23勝17敗、防御率1.85の成績を残した。近藤大亮投手、桂依央利捕手、橋爪大佑らは大学の1年先輩に当たる。
2014年度新人選手選択会議において、中日ドラゴンズより9位指名（育成選手を除き12球団で最後の指名）を受け入団し、契約金1500万円、年俸600万円(推定)で仮契約した。背番号は50。

### プロ入り後
2015年、4月16日の阪神タイガース戦（ナゴヤドーム）で4対6で迎えた9回に4番手としてプロ初登板を果たし、三者凡退に抑えた。同期入団投手4人の中で最速の一軍デビューとなった。
2016年はわずか1試合の出場に終わり、2017年は一軍出場機会は無く、10月30日に球団から戦力外通告を受けた。その後、12球団合同トライアウトを受けたものの獲得の意思を示す球団は現れず、12月2日付で自由契約選手として公示された。

### 引退後
2017年11月29日に中日ドラゴンズから球団スタッフ(スコアラー)として契約したことが発表された。
2018年12月22日、スコアラーから二軍サブマネージャーへ配置転換された事が発表された。
2020年シーズンからはスコアラーに復帰し、阪神タイガース担当を務めている。

## 選手としての特徴・人物
最速145km/hの直球とフォークボールが持ち味。先発・中継ぎ・抑えとどこでもこなせるオールマイティーな投手との評価をドラフト時に受けている。
趣味はドライブ。

## 詳細情報

### 年度別投手成績
| 年 度    | 球 団    | 登 板 | 先 発 | 完 投 | 完 封 | 無 四 球 | 勝 利 | 敗 戦 | セ 丨 ブ | ホ 丨 ル ド | 勝 率 | 打 者 | 投 球 回 | 被 安 打 | 被 本 塁 打 | 与 四 球 | 敬 遠 | 与 死 球 | 奪 三 振 | 暴 投 | ボ 丨 ク | 失 点 | 自 責 点 | 防 御 率 | W H I P |
| -------- | -------- | ----- | ----- | ----- | ----- | -------- | ----- | ----- | -------- | ----------- | ----- | ----- | -------- | -------- | ----------- | -------- | ----- | -------- | -------- | ----- | -------- | ----- | -------- | -------- | ------- |
| 2015     | 中日     | 10    | 0     | 0     | 0     | 0        | 0     | 0     | 0        | 0           | ---   | 58    | 13.2     | 17       | 0           | 1        | 0     | 1        | 12       | 0     | 1        | 6     | 6        | 3.95     | 1.32    |
| 2016     | 中日     | 1     | 0     | 0     | 0     | 0        | 0     | 0     | 0        | 0           | ---   | 6     | 1.0      | 2        | 1           | 1        | 0     | 0        | 0        | 0     | 0        | 2     | 2        | 18.00    | 3.00    |
| NPB：2年 | NPB：2年 | 11    | 0     | 0     | 0     | 0        | 0     | 0     | 0        | 0           | ---   | 64    | 14.2     | 19       | 1           | 2        | 0     | 1        | 12       | 0     | 1        | 8     | 8        | 4.91     | 1.43    |

### 記録
- 初登板：2015年4月16日、対阪神タイガース6回戦（ナゴヤドーム）、9回表に4番手で救援登板・完了、1回無失点
- 初奪三振：同上、9回表に関本賢太郎から空振り三振

### 背番号
- 50 （2015年 - 2017年）